# نارا ویزا، نیومکزیکو
نارا ویزا، نیومکزیکو (به انگلیسی: Nara Visa) یک منطقهٔ مسکونی در ایالات متحده آمریکا است که در شهرستان کوئی، نیومکزیکو واقع شده‌است. نارا ویزا نیومکزیکو ۱۱۲ نفر جمعیت دارد.